# Jankowa Żagańska
Jankowa Żagańska (niem. Hansdorf) – wieś w Polsce położona na Dolnym Śląsku, w województwie lubuskim, w powiecie żagańskim, w gminie Iłowa nad Lubatką w Puszczy Żagańskiej (Bory Dolnośląskie). 
W latach 1975–1998 miejscowość administracyjnie należała do województwa zielonogórskiego.

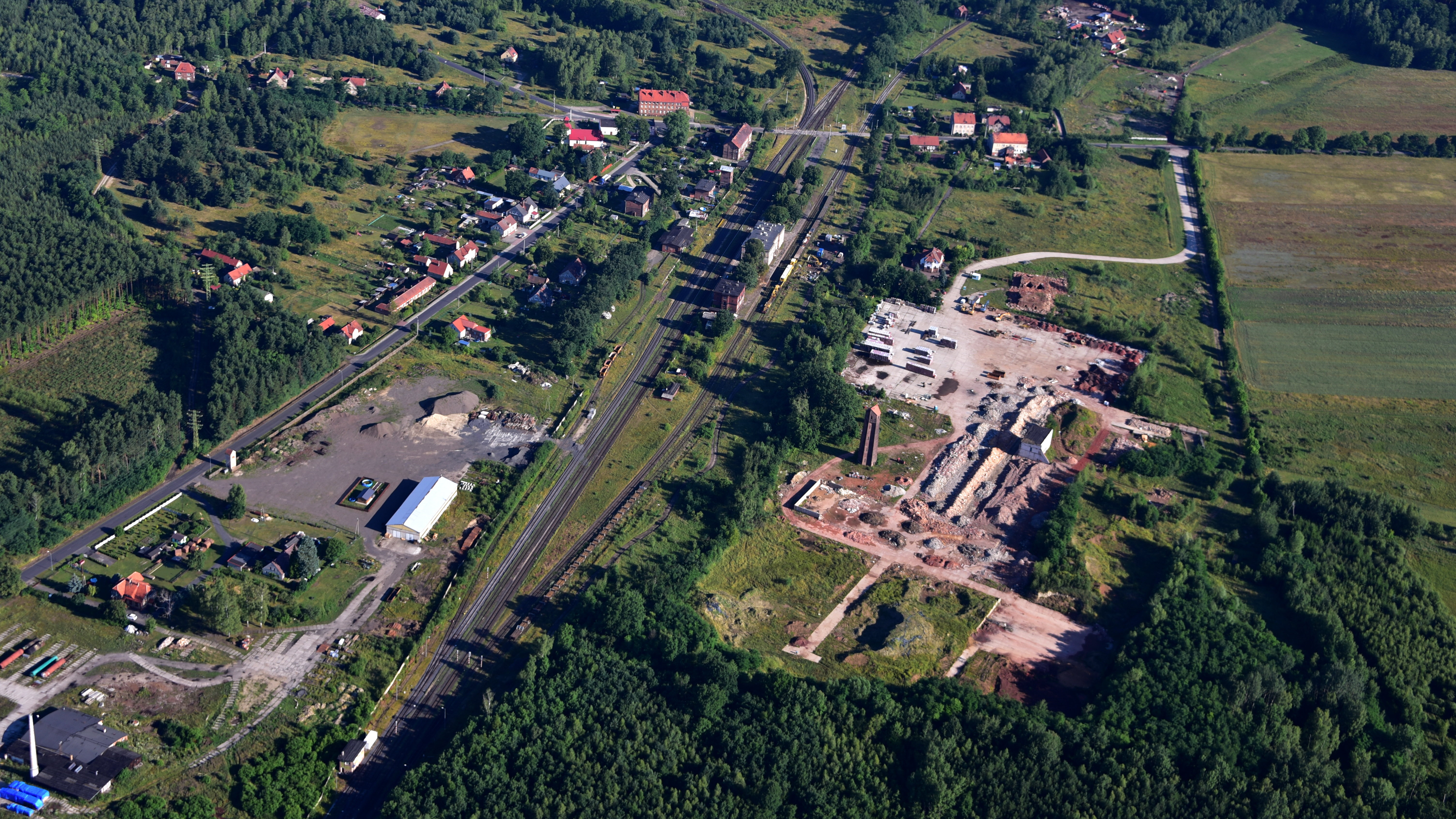
Stacja kolejowa Jankowa Żagańska

Najstarszy w województwie lubuskim węzeł kolejowy, utworzony w 1846 roku przy linii Kolei Dolnośląsko-Marchijskiej – historycznej trasie Berlin – Żary – Węgliniec – Legnica – Wrocław (obecnie linia kolejowa nr 282) oraz przy linii (odgałęzieniu) Jankowa Żagańska – Żagań – Głogów (częściowo linia kolejowa nr 389); w późniejszym czasie wybudowano jeszcze linię do Sanic – linia kolejowa nr 380.
Ośrodek przemysłu ceramicznego (cegielnie). Na terenie wsi znajduje się także tartak. 